# هندسة الحماية من الحرائق

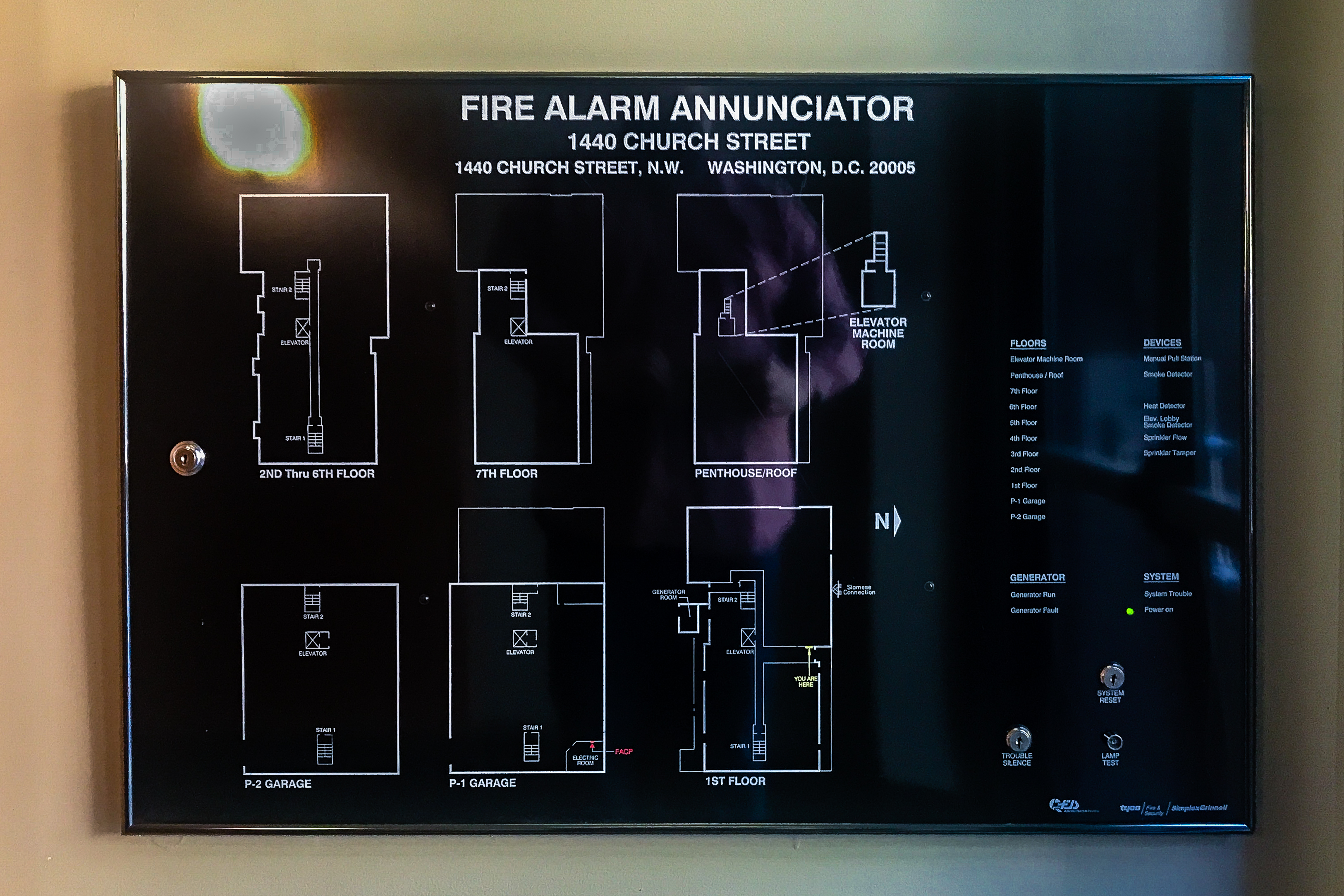
لائحة تقوم بعرض المخارج والطريقة الصحيحة للخروج في حال نشوب حريق

هندسة الحرائق هي تطبيق مبادئ العلوم والهندسة لحماية الناس والممتلكات، وبيئاتها من الآثار الضارة والمدمرة من النار والدخان، وهو يشمل هندسة الحماية من الحرائق التي نركز على الكشف عن الحرائق وإخمادها وتخفيفهاوتشمل أيضا هندسة السلامة التي تركز على السلوك البشري و الدفاع عنهم و إجلائهم من النار.

## وتشمل هندسة الحماية من الحرائق على
•الكشف عن الحرائق-أجهزة وأنظمة انذار الحريق.
•الحماية من الحرائق النشطة-نظم إخماد الحريق.
•السيطرة على الدخان وإدارة.
•مخارج الطوارئ.
•برنامج الوقاية من الحرائق.
•السلوك البشري أثناء الحريق.
•تحليل المخاطر،بمافي ذلك العوامل الاقتصادية.
•إدارة حرائق الغابات.
مهندس الحماية من الحرائق يحدد المخاطر والضمانات والتصاميم التي تساعد في منع و السيطرة و التخفيف من آثار الحرائق.مهندس الحماية من الحرائق يساعد المهندسين المعماريين،وأصحاب البناء و التطوير في تقييم الأهداف و سلامة الأرواح وحماية الممتلكات و المباني،ويعمل مهندسو الحماية من الحرائق أيضا باسم محققين الحرائق .